# Cirro (Macedonia)

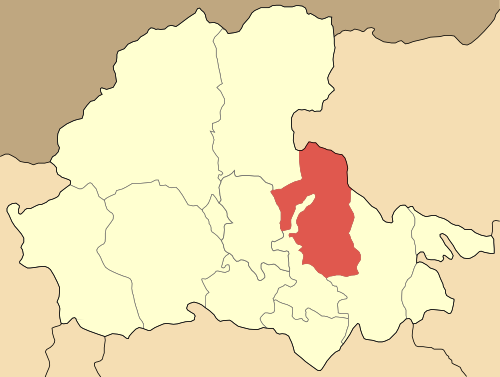
Imagen del municipio de Cirro

Cirro (en griego: Κύρρος; en latín: Cyrrhus) era un municipio de la región de Macedonia central (Grecia) de 7.645 habitantes según el censo de 2001. Fue suprimido en la reforma administrativa llamada plan Kallikratis y ahora forma parte del municipio de Pella.
En la época antigua tenía categoría de ciudad y era famosa por su santuario de Atenea Cirresta, localizado en la actual colina de Paleocastro. La diosa patrona de la ciudad era Atenea, para la que Alejandro Magno planeó construir un nuevo templo; también se han atestiguado cultos de Ártemis Agrótera y de Zeus Hípsistos. Es citada por Tucídides (2.100).
Dio nombre a otra Cirro, en Siria, fundada por Antígono I Monóftalmos, que también rendía culto a Atenea Cirresta.